# Late Night Talking
«Late Night Talking» —en español: «Platica de madrugada»— es una canción del cantante británico Harry Styles. Fue lanzada el 20 de mayo de 2022 por Columbia y Erskine como el segundo sencillo de su tercer álbum de estudio Harry's House (2022), la misma noche del estreno internacional de este último. El vídeo musical para su promoción se estrenó el 13 de julio del mismo año.

## Antecedentes
Styles interpretó «Late Night Talking» por primera vez en su presentación de Coachella en abril de 2022, que junto al tema «Boyfriends», se interpretaron como temas inéditos un mes antes del lanzamiento de Harry's House.

## Composición
«Late Night Talking» se describió como una «brillante palanca de cambios de rhythm and blues» que llena «todos los espacios disponibles con una u otra parte móvil, hasta partes vocales que imitan metales» con un ambiente clásico de los años 70.

## Video musical
El video fue dirigido por Bradley & Pablo durante febrero de 2022 y fue lanzado meses más tarde el 13 de julio, siendo el segundo video musical dirigido por el dúo para Styles después de «Watermelon Sugar» en 2020. En este se muestra a Styles siguiendo un portal en una cama que lo lleva a varias realidades con otras camas: la primera en una galería de arte, la segunda en un restaurante, la tercera en un teatro y la última que recorre las calles de Londres pasando por el Palacio de Buckingham. El video termina con una pelea de almohadas y con Styles oficiando una boda entre dos mujeres sobre una cama en el medio de naturaleza.

## Reconocimientos
| Año  | Ceremonia              | Categoría          | Resultado | Ref   |
| ---- | ---------------------- | ------------------ | --------- | ----- |
| 2022 | MTV Video Music Awards | Canción del verano | Nominado  | [ 6 ] |

## Listas
| Listas (2022)                        | Mejor posición |
| ------------------------------------ | -------------- |
| Alemania (Official German Charts)    | 83             |
| Argentina (Argentina Hot 100)        | 42             |
| Australia (ARIA)                     | 2              |
| Austria (Ö3 Austria Top 40)          | 9              |
| Bélgica (Ultratop 50 Flandes)        | 10             |
| Bélgica (Ultratop 50 Valonia)        | 34             |
| Canadá (Canadian Hot 100)            | 3              |
| Canadá (Billboard Hot AC)            | 2              |
| Corea del Sur (Gaon)                 | 130            |
| Croacia (HRT)                        | 6              |
| Dinamarca (Track Top-40)             | 9              |
| España (PROMUSICAE)                  | 49             |
| Eslovaquia (Rádio Top 100 Oficiálna) | 44             |
| EUA (Billboard Hot 100)              | 3              |
| EUA (Mainstream Top 40)              | 1              |
| EUA (Adult Top 40)                   | 1              |
| Filipinas (Billboard)                | 25             |
| Finlandia                            | 15             |
| Francia                              | 32             |
| Global 200 (Billboard)               | 2              |
| Grecia                               | 2              |
| Hungría                              | 14             |
| Irlanda                              | 2              |
| Islandia                             | 4              |
| Italia                               | 25             |
| Japón                                | 9              |
| Lituania (AGATA)                     | 5              |
| Malasia (RIM)                        | 6              |
| Mexico Airplay (Billboard)           | 1              |
| Noruega                              | 9              |
| Nueva Zelanda (Recorded Music NZ)    | 2              |
| Polonia (PSPI)                       | 10             |
| Portugal                             | 3              |
| Reino Unido (UK Singles Chart)       | 2              |
| República Checa                      | 6              |
| Singapur                             | 5              |
| Suecia                               | 9              |
| Sudáfrica (RISA)                     | 15             |
| Suiza                                | 11             |
| Vietnam (Vietnam Hot 100)            | 53             |

## Certificaciones
| País (organismo certificador) | Certificación | Unidades certificadas |
| ----------------------------- | ------------- | --------------------- |
| Australia (ARIA)              | Platino       | 70 000                |
| Estados Unidos (RIAA)         | Oro           | 500 000               |
| Nueva Zelanda (RMNZ)          | Platino       | 15 000                |
| Reino Unido (BPI)             | Plata         | 200 000               |

## Historial de lanzamiento
| Región         | Fecha                   | Formato(s)                      | Versión                 | Discográfica(s)    | Ref.   |
| -------------- | ----------------------- | ------------------------------- | ----------------------- | ------------------ | ------ |
| Estados Unidos | 21 de junio de 2022     | Contemporary hit radio          | Original                | Columbia           | [ 19 ] |
| Italia         | 15 de julio de 2022     | Radio airplay                   | Original                | Sony Music         | [ 20 ] |
| Reino Unido    | 5 de agosto de 2022     | CD sencillo                     | Original                | Erskine y Columbia | [ 21 ] |
| Varios         | 18 de agosto de 2022    | Casete, CD sencillo, 7 pulgadas | Original                | Erskine y Columbia | [ 22 ] |
| Varios         | 2 de septiembre de 2022 | Descarga digital, streaming     | Original e instrumental | Erskine y Columbia | [ 23 ] |